# Astroloba robusta
Astroloba robusta és una espècie de planta suculenta del gènere Astroloba, que pertany a la subfamília de les asfodelòidies (Asphodeloideae), dins la família de les asfodelàcies (Asphodelaceae).

## Descripció

### Característiques vegetatives
Astroloba robusta es reconeix fàcilment per les seves fulles dures, afilades i brillants, que solen tenir els marges i la quilla blanques. Algunes poblacions tenen taques blanques o tubercles a les fulles. Altres són totalment glabres.

### Inflorescències i flors

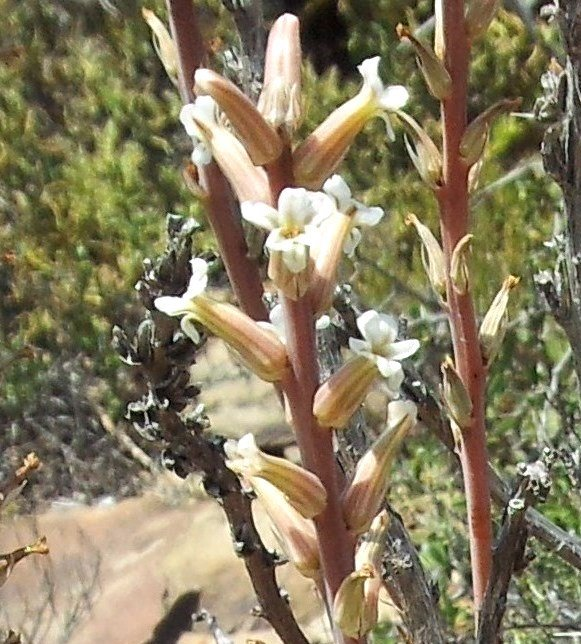
Flors

Les seves flors són, però, les que fan que aquesta espècie sigui realment diferent dels seus parents més propers (Astroloba foliolosa i Astroloba congesta a l'est). De manera inusual, les inflorescències apareixen a finals d'hivern (aproximadament de maig a octubre -en el seu hàbitat austral-), i són robustes i curtes. De la mateixa manera, les flors sèssils de les inflorescències són igualment robustes: amb peduncles gruixuts i bràctees florals llargues i acampanades.

## Distribució i hàbitat
Aquesta espècie té una distribució extremadament àmplia a les províncies sud-africanes del Cap Occidental i del Cap Oriental; fins a l'oest de Matjiesfontein, fins a l'est fins a Steytlerville (i potser fins i tot més enllà). A més, Astroloba robusta s'estén cap al nord fins al Gran Karoo, i es desconeix el seu límit nord. És conegut prop de Nelspoort i als peus del coll de Molteno fora de Beaufort West. No obstant això, els informes no confirmats a prop de Fraserburg, al Cap Septentrional, podrien indicar una distribució molt més àmplia. La variació local és interessant.
Al sud de Laingsburg, les plantes són petites, nanes, gràcils i primes. Prop de Rietbron es va informar d'una població molt gran i robusta, gairebé com A. tenax var. moltenoi de la zona de Prince Alfred. Les plantes des de Klipplaat fins a Willowmore tenen vores blanques atractives a les seves fulles. A la zona entre la presa Floriskraal i el príncep Albert creixen tota mena de formes inusuals, possiblement intermèdies entre pentagona i robusta. No es confirma la situació al voltant de Graaff-Reinet, on es pot trobar una forma molt robusta d'Astroloba foliolosa; També hi ha altres registres més a l'interior d'aquí, on no és clar si les plantes són robusta o foliolosa.

## Taxonomia
Astroloba robusta va ser descrita per P.Reinecke ex-Molteno, van Jaarsv. & Gideon F.Sm. i va ser publicat a Bradleya 35: 205, a l'any 2017.
Etimologia
Astroloba: nom genèric que deriva de les paraules gregues astros, "estrella" i lobos, "lòbul".
robusta: epítet llatí que significa 'forta, robusta'; referint-se a les inflorescències i flors curtes i robustes.